# Глен Ален (Алабама)
Глен Ален (енгл. Glen Allen) град је у америчкој савезној држави Алабама. По попису становништва из 2010. у њему је живело 510 становника.

## Демографија
Према попису становништва из 2010. у граду је живело 510 становника, што је 68 (15,4%) становника више него 2000. године.
| Група             | 2000.       | 2010.       |
| Белци             | 363 (82,1%) | 456 (89,4%) |
| Афроамериканци    | 69 (15,6%)  | 48 (9,4%)   |
| Азијати           | 3 (0,7%)    | 1 (0,2%)    |
| Хиспаноамериканци | 6 (1,4%)    | 1 (0,2%)    |
| Укупно            | 442         | 510         |